# معبد تسوشیما
معبد تسوشیما (انگلیسی: Tsushima Shrine) یک معبد شینتویی در تسوشیما، آیچی، استان آیچی، ژاپن است.